# NGC 6102
NGC 6102 је спирална галаксија у сазвежђу Северна круна која се налази на NGC листи објеката дубоког неба.
Деклинација објекта је + 28° 9' 32" а ректасцензија 16h 15m 36,9s. Привидна величина (магнитуда) објекта NGC 6102 износи 14,4 а фотографска магнитуда 15,1. NGC 6102 је још познат и под ознакама UGC 10300, MCG 5-38-47, CGCG 167-60, PGC 57639.